# Норт-Сан-Хуан (Каліфорнія)
Норт-Сан-Хуан (англ. North San Juan) — переписна місцевість (CDP) в США, в окрузі Невада штату Каліфорнія. Населення — 245 осіб (2020).

## Географія
Норт-Сан-Хуан розташований за координатами 39°22′19″ пн. ш. 121°6′22″ зх. д. / 39.37194° пн. ш. 121.10611° зх. д. (39.371815, -121.106083).  За даними Бюро перепису населення США в 2010 році переписна місцевість мала площу 6,27 км², уся площа — суходіл.

## Демографія
Згідно з переписом 2010 року, у переписній місцевості мешкало 269 осіб у 130 домогосподарствах у складі 62 родин. Густота населення становила 43 особи/км².  Було 146 помешкань (23/км²).
Расовий склад населення:
| - 83,3 % — білих - 4,5 % — корінних американців - 4,1 % — азіатів - 0,4 % — чорних або афроамериканців |

До двох чи більше рас належало 7,8 %. Частка іспаномовних становила 3,3 % від усіх жителів.
За віковим діапазоном населення розподілялося таким чином: 16,0 % — особи молодші 18 років, 69,9 % — особи у віці 18—64 років, 14,1 % — особи у віці 65 років та старші. Медіана віку мешканця становила 49,8 року. На 100 осіб жіночої статі у переписній місцевості припадало 124,2 чоловіків;  на 100 жінок у віці від 18 років та старших — 115,2 чоловіків також старших 18 років.
Середній дохід на одне домашнє господарство  становив 35 216 доларів США (медіана — 26 696), а середній дохід на одну сім'ю — 37 919 доларів (медіана — 26 250). За межею бідності перебувало 41,4 % осіб, у тому числі 41,4 % дітей у віці до 18 років та 22,6 % осіб у віці 65 років та старших.
Цивільне працевлаштоване населення становило 67 осіб. Основні галузі зайнятості: науковці, спеціалісти, менеджери — 41,8 %, роздрібна торгівля — 32,8 %, будівництво — 7,5 %, публічна адміністрація — 6,0 %.